# Lissonota alpina
Lissonota alpina là một loài tò vò trong họ Ichneumonidae.